# 柴绍勋
柴紹勲（？—？），字鴻生，號延喜，又號省軒，浙江仁和（今杭州）人，明朝政治人物。

## 生平
萬曆二十五年（1597年）丁酉科浙江鄉試舉人，万历四十一年癸丑科同进士出身。礼部觀政，萬曆四十三年（1615年）接替胡士容任嘉定县知县。四十八年升南京礼部主事，天啓元年升儀制司郎中，二年拾遺考察，三年降補上林苑监典簿，四年升南兵部主事，六年丁憂。崇祯元年起为北职方司主事，二年累迁北兵部武选司郎中，三年擢广东佥事，未赴，改备兵淮扬。寻进湖广参议，以劳瘁得疾，乞休归。

## 家族
曾祖柴龍，贈中书。祖父柴祥，嘉靖丙辰進士，福建副使、前巡按御史。父柴應楠，國子生。